# Sepedon chalybeifrons
Sepedon chalybeifrons är en tvåvingeart som beskrevs av de Meijere 1908. Sepedon chalybeifrons ingår i släktet Sepedon och familjen kärrflugor. Inga underarter finns listade i Catalogue of Life.